# Игишу Ноу (Сибињ)
Игишу Ноу (рум. Ighișu Nou) насеље је у Румунији у округу Сибињ у општини Медиаш. Oпштина се налази на надморској висини од 342 m.

## Становништво
Према подацима из 2002. године у насељу је живело 1440 становника.

### Попис2002.
| Расподела становништва по националности 2002.‍ | Расподела становништва по националности 2002.‍ | Расподела становништва по националности 2002.‍ | Расподела становништва по националности 2002.‍ | Расподела становништва по националности 2002.‍ |
| --------------------------------------------- | --------------------------------------------- | --------------------------------------------- | --------------------------------------------- | --------------------------------------------- |
|                                               |                                               |                                               |                                               |                                               |
| Румуни                                        | Румуни                                        |                                               | 1.181                                         | 82,2%                                         |
| Мађари                                        | Мађари                                        |                                               | 14                                            | 1,0%                                          |
| Роми                                          | Роми                                          |                                               | 218                                           | 15,2%                                         |
| Немци                                         | Немци                                         |                                               | 24                                            | 1,7%                                          |